# Ebionitenevangelium
Das Ebionitenevangelium (auch Ebionäerevangelium; englisch Gospel of Ebionites) ist eine pseudepigraphische Schrift, die zu den Rekonstruierten Evangelien gezählt wird, aber größtenteils als verschollen gilt. Die wenigen heute noch bekannten Textfragmente aus einem Werk der neutestamentlichen Antilegomena wurden sämtlich von Epiphanios von Salamis als Zitate in seiner antihäretischen Schrift Arzneikästchen gegen alle Häretiker (Panarion omnium Haeresium, wörtlich: „gegen jede Häresie“) überliefert.

## Urheberschaft und Bezug zu anderen Schriften

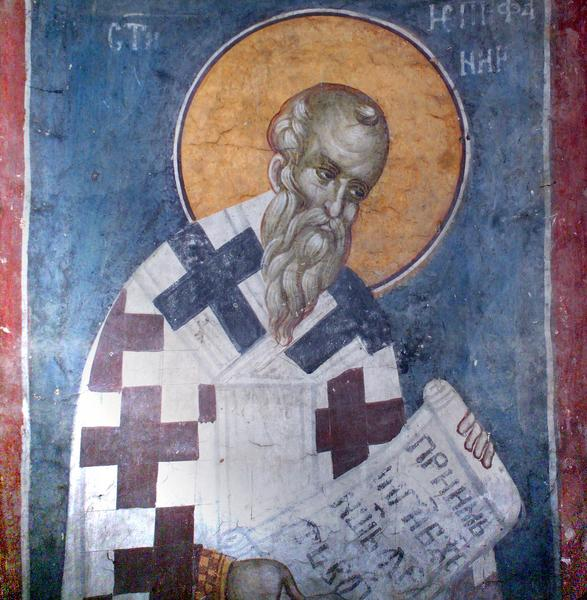
Epiphanios von Salamis (Fresko im Kloster Gračanica)

Im Gegensatz zu anderen Pseudepigraphien, die sich im wissenschaftlichen Kontext einem Verfasser oder einer Gruppe von Verfassern zuordnen lassen, bleibt der Verfasser der Ebioniterschrift unbekannt, was nicht zuletzt an den wenigen erhaltenen Textstellen liegen dürfte. Während Irenäus angibt, die Ebioniten verwendeten das Matthäusevangelium (haer. I 26,2), schreibt Eusebius von Caesarea fälschlich vom „Evangelium nach den Hebräern“ und begeht damit eine Verwechslung. Er zitiert sieben Stellen daraus, von denen er angibt, sie seien bei den Ebionäern gebräuchlich. Sein Bezug zu den Ebionäern im Ostjordanland ist unklar, da er vermutlich nie direkten Kontakt mit ihnen hatte.
Epiphanios schreibt von einer „verkürzten und verstümmelten Ausgabe“ des Matthäusevangeliums, das bei der „judenchristlichen Sekte der Ebionäer“ in Gebrauch sei. Er grenzt es klar ab von der bei den Nazaräern gebräuchlichen Schrift, die er als vollständiges hebräisches „Ur-Mt“ beschreibt. Ob er diese Verwandtschaft mit dem Aufbau oder einer besonderen Funktion begründete, ist unbekannt, da der Text Vertrautheit mit allen drei Synoptikern ohne eine bestimmte Bevorzugung zeigt und eher einen „Mischtext synoptischen Typs“ vermuten lässt. Seine Gleichsetzung mit dem Hebräerevangelium ist ein Irrtum und dürfte auf die falsche Verallgemeinerung einer Anmerkung Eusebius zurückgehen, eine Sonderrichtung der Ebionäer habe nur das Hebräerevangelium genutzt. Es wurde vermutet, die Schrift könnte mit dem Evangelium nach den Zwölf (bzw. der Zwölf Apostel) identisch sein, die Origenes und Hieronymus erwähnen, allerdings sind aus dieser Schrift überhaupt keine Textfragmente überliefert und die Gleichsetzung der beiden Schriften damit ebenfalls unklar. Demgegenüber haben die Philologen Wilhelm von Christ, Otto Stählin und Wilhelm Schmid noch 1981 in ihrer Neuauflage eines Werks von 1924 angegeben, es handle sich beim Ebionitenevangelium um das „Evangelium der Zwölf“. Es dürfe jedoch nicht mit einer syrischen Handschrift (wohl aus nachkonstantinischer Zeit) verwechselt werden, die James Rendel Harris als „Zwölfapostelevangelium“ übersetzte habe oder mit koptischen Bruchstücken, die E. Revillout als „Evangelium der 12 Apostel“ herausgegeben habe.
Die zitierten Stellen stimmen weder mit dem kanonischen Matthäusevangelium, noch mit dem Hebräerevangelium überein. Die Schrift gehört neben dem Hebräerevangelium zu einem der drei heute bekannten Evangelien der Judenchristen, wozu auch das (erst seit dem Mittelalter so benannte) Nazoräerevangelium gerechnet wird. Die bekannten Textfragmente dürften vermutlich von derselben Person im Zweiten Jahrhundert abgefasst worden sein. Wohl auch aufgrund der geringen Textmenge versuchten Gelehrte immer wieder, der Schrift weitere Fragmente oder Textstücke, z. B. aus den Pseudoklementinen, zuzuordnen. Diese Möglichkeit wurde jedoch von Georg Strecker 1958 widerlegt. Strecker hält es sogar für denkbar, dass das Fragment Nr. 4 zu einem unabhängigen Werk gehört: „Möglicherweise zeigt noch Epiphanius durch die Voranstellung, dass er mit diesem Fragment eine vom Ebionäerevangelium unabhängige Überlieferung vorgefunden hat, wodurch sich die Vermutung, dass ein selbständiges Evangelium der Zwölf zur Zeit des Epiphanius vorhanden ist, nahe legt.“
Erst Adolf Hilgenfeld erkannte 1863 die Eigenständigkeit der Schrift und veröffentlichte seine Forschungsergebnisse in der vierbändigen Schrift Novum Testamentum extra canonem receptum („Die Entdeckung neutestamentlicher außerkanonischen [Schriften]“), die 1866 erschien. Heute ist bekannt, dass es sich nicht um ein verändertes Matthäusevangelium handelt, sondern um ein eigenes, vom Hebräerevangelium zu unterscheidenden Werk. Die deutsche Bibelgesellschaft spricht von einer frühen „Evangelien- bzw. Synoptikerharmonie“. Demgegenüber schreibt der katholische Kirchenhistoriker Franz Dünzl, die Schrift sei Teil der Auseinandersetzung der Alten Kirche um die „Integration und Harmonisierung unterschiedlicher christologischer Vorstellungen“. Sie sei in Kreisen entstanden, die die Gesamtschau bei der Zusammenstellung des neutestamentlichen Kanons nicht mitvollzogen, sondern bestimmten Traditionen den Vorzug gaben, andere hingegen ablehnten.

## Sprache, Ort und Zeit der Entstehung

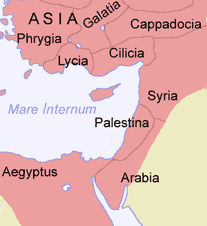
Syria und Palaestina, östlich des Jordans, gilt als wahrscheinlichster Entstehungsort. Abgebildet sind die römischen Provinzen im östlichen Mittelmeerraum um 117 n. Chr.

Die Verwandtschaft mit den synoptischen Schriften legt eine Abfassung in altgriechischer Sprache nahe. Eine Bestätigung dafür liefert die Ähnlichkeit der griechischen Vokabeln Heuschrecke (ἀκρίς ‚akrís‘) und Kuchen (ἐγκρίς ‚egkrís [= eŋkrís]‘). Bei der Erwähnung der Nahrung von Johannes des Täufers ist statt von Heuschrecken (die Schrift lehrt Vegetarismus) von wildem Honig die Rede und wird in Anlehnung an Num 11,8 charakterisiert mit der Beschreibung „dessen Geschmack wie Manna war, wie Kuchen in Öl.“
Die Ebionäer nannten sich selbst „Ebionim“ (d. h. „Die Armen“, ein Ehrentitel, der schon in den Psalmen erwähnt wird) und weist als Definition eher auf einen Orden oder eine religiöse Überzeugung bzw. Zugehörigkeit zu einer religiösen Gruppe hin und nicht auf einen Volksstamm. Das Kernsiedlungsgebiet der Ebionäer war das Ostjordanland, sie siedelten aber darüber hinaus im ganzen Gebiet des damaligen Syria und Palaestina, sowie in Cappadocia. Nach den Berichten der Kirchenväter hatten die Ebioniten ihren Hauptsitz im Ostjordanland und dort will Epiphanius das Buch gesehen und Auszüge daraus gemacht haben, sodass das Ostjordanland als der wahrscheinlichste Entstehungsort gilt.
Da die Schrift sich auf die anderen Evangelien bezieht und Irenäus sie in seinen Schriften Adversus haereses („Gegen die Häresien“, veröffentlicht um 180) genannt hat, kann sie frühestens am Anfang des zweiten Jahrhunderts entstanden sein. Der spätestmögliche Entstehungszeitpunkt vor Epiphanius ist nicht bekannt, da es keine sicheren Zeugnisse aus dieser Zeit gibt. Petri Luomanen bietet eine textkritische Analyse der synoptischen und nicht-kanonischen Parallelen zum Evangelium der Ebionitenfragmente Pan. 30,14,5, einschließlich des Thomasevangeliums logion 99. Er schließt daraus, dass das Ebionitenevangelium, das Thomasevangelium und Zweiter Clemensbrief von einer vordiatessaronisch-harmonisierenden Tradition des Evangeliums abhängig sind. Ähnlich Christopher Mark Tuckett: „Daher kann es gut sein, dass 2. Clemens hier von einer unterschiedlichen Quelle abhängig ist, die bereits die verschiedenen Versionen des Sprichworts in den Synoptikern in seiner jetzigen Form hier harmonisiert hatte.“ Jörg Frey schreibt: „Der Vergleich mit dem um 170 entstandenen Diatessaron Tatians, das neben den Synoptikern bereits das Johannesevangelium benutzt und seinem Aufriss zugrunde legt, weist auf eine Entstehung in der Zeit vor Tatian, bis um das Jahr 150“. Frey begründet es ferner damit, dass eine Konsolidierung judenchristlicher Traditionen nach dem Bar-Kochba-Aufstand (132 bis 135 n. Chr.) historisch plausibel sei. Demnach kann die wahrscheinlichste Entstehungszeit zwischen 135 und 150 n. Chr. eingegrenzt werden.

## Inhalt und exegetische Tendenzen
Das Evangelium beginnt mit dem vierten Textfragment, im Wortlaut: „Es trat auf ein gewisser Mann namens Jesus, und er war etwa dreißig Jahre alt, der erwählte uns. Und als er nach Kafarnaum kam, ging er in das Haus des Simon, der den Beinamen Petrus trägt, und öffnete seinen Mund und sprach: ‚Als ich am See Tiberias entlangging, erwählte ich Johannes und Jakobus, die Söhne des Zebedäus, und Simon und Andreas und Thaddäus und Simon den Zeloten und Judas den Iskarioten und dich, Matthäus, der du am Zoll saßest, rief ich, und du folgtest mir. Ich will nun, daß ihr zwölf Apostel seid zum Zeugnis für Israel.‘“ (in pan. 30,13,2 f.)

### Einteilung der Textfragmente
Die Reihung der einzelnen Fragmente orientiert sich an der Abfolge nach Epiphanius. Streckers Anordnung orientiert sich am Aufriss der kanonischen Evangelien. Sie berücksichtigt, dass Fragment Nr. 4 nicht sicher als Teil des Ebionitenevangeliums zu bestimmen sei, könnte aber nach Darstellung des Bibellexikons (WiBiLex) „eine Art Incipit oder Vorrede“ des Ebionitenevangeliums sein.
| Reihenfolge nach Epiphanius | Fragment nach Strecker/Lührmann | Zitat nach Panarion omnium Haeresium | Thema                                                                                       | Kanonischer Bezug   | Besonderheit |
| --------------------------- | ------------------------------- | ------------------------------------ | ------------------------------------------------------------------------------------------- | ------------------- | --- |
| 1                           | 4                               | pan. 30,13,2f.                       | führt die Person Jesu ein und handelt von der Erwählung der Zwölf (namentlich acht genannt) | Mk 1,16–20          | Gesteigert als Selbstbericht („erwählte uns“)                                                                                       |
| 2                           | 2                               | pan. 30,13,4                         | Johannes der Täufer                                                                         | Mk 1,4 , Joh 1,19   | Betonung der aaronidischen Abstammung des Täufers; „Es geschah in den Tagen des Herodes, des Königs von Judäa“ (wörtl. wie Lk 1,5 ) |
| 3                           | 1 bzw. 1a                       | pan. 30,13,6                         | Johannes der Täufer                                                                         | Mk 1,6 bzw. Mt 3,4  | Vegetarismus |
| 4                           | 3                               | pan. 30,13,7–8                       | Taufe Jesu                                                                                  | Mk 1,11             | Erwählung als Gottessohn durch die Taufe                                                                                            |
| 5                           | 1 bzw. 1b                       | pan. 30,14,3–5                       | Frage der wahren Verwandten                                                                 | Mt 12,47–50         | Hinweis auf Jesu Wort über seine Mutter und seine Brüder                                                                            |
| 6                           | 6                               |                                      | Vorbereitung des letzten Passamahls                                                         |                     | Abendmahl als rein symbolischer Akt; Wasserkelch statt Blutkelch                                                                    |
| 7                           | 7                               | pan. 30,16,4                         | Verbot des Opferdienstes                                                                    | Lk 22,15 (Negation) | Vegetarismus; in der Negation nicht überliefertes Logion                                                                            |

### Wichtige Themen

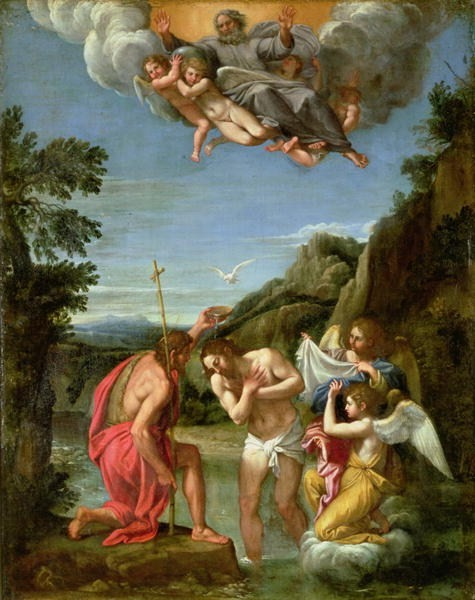
Die Taufe Jesu in einer Darstellung von Francesco Albani (1578–1660)

Die Schrift gibt Einblick in den Glauben der judenchristlichen Gemeinschaft der Ebionäer. Bedeutsam ist dafür nicht nur der knappe heute noch bekannte Inhalt, sondern auch das, was die synoptische Schrift im Vergleich der drei synoptischen Evangelien des Bibelkanons weglässt. So fällt auf, dass das Evangelium erst mit der Taufe durch Johannes beginnt, die gleich zwei theologische Glaubensgrundsätze der Ebionäer bestätigt: Die Ebionäer glaubten zwar an Jesus als Sohn Josephs mit Maria, nicht aber an die Jungfrauengeburt. Die Gottessohnschaft beruhte nach ihrer Überzeugung nicht auf göttlicher Erzeugung, sondern der Text beschreibt die Taufe mit den Worten: Der Geist „ging in ihn hinein“, was eine Vereinigung des himmlischen Geistes mit dem körperlichen Jesus zum Gottessohn zum Zeitpunkt der Taufe beinhaltet. In Abwandlung der in Mk 1, 11 und Lk 3, 22 genannte himmlischen Stimme („Du bist mein geliebter Sohn, an dir habe ich Wohlgefallen gefunden“) wird in Fragment 3 überliefert: „Jesus kam und wurde von Johannes getauft. Und wie er vom Wasser heraufstieg, öffneten sich die Himmel, und er sah den Heiligen Geist in Gestalt einer Taube, die herab kam und in ihn einging [sic!]. Und eine Stimme kam aus dem Himmel, die sprach: ‚Du bist mein geliebter Sohn, an dir habe ich Gefallen gefunden‘“ und in Abwandlung an Ps 2, 7 („Du bist mein Sohn, ich selber habe dich heute gezeugt“) im Anschluss ergänzt: „Heute habe ich dich gezeugt.“ Dieser Zeitpunkt „heute“ wird mit einer Lichterscheinung bekräftigt. Martin Dibelius sieht darin einen gnostischen Zug in der Christologie der Ebionäer.
Eine auffällige Gemeinsamkeit besteht mit dem Markusevangelium: Beide beginnen erst mit der Taufe am Jordan und widersetzen sich damit den Harmonisierungsversuchen der christologischen Konzepte aller vier kanonischen Evangelien. Neben dem Weglassen der wundersamen Geburt Jesu galt die Schrift im Gegensatz zum Markusevangelium aufgrund solcher Zuspitzungen wie der „Zeugung“ der Gottessohnschaft der Großkirche als „häretisch“. Demnach sei Jesus erst durch die Taufe als Sohn Gottes erwählt worden („Dynamistischer Adoptianismus“). Es biete zwar nach Auffassung von Dünzl vom Standpunkt des Monotheismus den Vorteil, dass die Erhöhung Jesu die Einzigartigkeit Gottes nicht infrage stelle, degradiere Jesus jedoch zum „exemplarischen Fall unter vielen“ und zum Vorbild in der Nachfolge Jesu, was nach Ansicht der meisten Gemeinden keine angemessene Darstellung der Bedeutung des Erlösers und Offenbarers mehr gewesen sei. Dünzl führt das Verhältnis von Vater und Sohn als Beispiel an für die Herausforderung der jungen Kirche, die Sonderstellung des „Sohns“ zwischen dem „Vater“ und den Menschen im Kontext der ganzen göttlichen Offenbarung klären zu müssen, zumal die Überlieferungen des Urchristentums wie auch der Begriff „Sohn“ hierzu nicht eindeutig genug gewesen seien.
Die Ablehnung des Tempelkults dokumentiert eine Abwandlung von Mt 5,17 ff. („17Denkt nicht, ich sei gekommen, um das Gesetz und die Propheten aufzuheben […], sondern um zu erfüllen. 20 …wenn eure Gerechtigkeit nicht weit größer ist als die der Schriftgelehrten und der Pharisäer, werdet ihr nicht in das Himmelreich kommen.“) mit dem Zitat: „Ich bin gekommen, die Opfer abzuschaffen, und wenn ihr nicht ablasst zu opfern, wird der Zorn von euch nicht ablassen.“ Der Vegetarismus wird nicht nur in der Ersetzung der Heuschrecken durch „Kuchen in Öl“ gelehrt (vgl. den Abschnitt zur Sprache), sondern auch in einer Abwandlung (mit Negation) von Lk 22,15 („…Mit großer Sehnsucht habe ich danach verlangt, vor meinem Leiden dieses Paschamahl mit euch zu essen.“), in der es heißt: „Habe ich etwa begehrt, Fleisch an diesem Passah mit euch zu essen?“
Philipp Vielhauer merkt an, dass schon diese wenigen theologischen Charakteristika – auch wenn sie die ebionäische Theologie sicherlich nicht vollständig beschreiben – darauf hinweisen, dass die Ebionäer weniger „großkirchlich“ geprägt gewesen seien als die Nazaräer, und „dass und wie stark dogmatische Tendenzen den schon festgelegten Evangelienstoff umgestalten können.“